# Piyapas Bhirombhakdi
Cette page contient des caractères thaïs. En cas de problème, consultez Aide:Unicode ou testez votre navigateur.
 (mai 2019).
M.L. (Mom Luang) Piyapas Bhirombhakdi (ม.ล. ปิยาภัสร์ ภิรมย์ภักดี / หม่อมหลวงปิยาภัสร์ ภิรมย์ภักดี), née le 8 mai 1962 à Bangkok, est une actrice thaïlandaise issue de la famille royale.
Elle est membre d'une des plus riches familles du royaume de Thaïlande (6ème plus grande fortune).

## Biographie
Son grand-père maternel, le prince Nares Varariddhi, était un des fils du roi Mongkut (Rama IV). Piyapas est donc une arrière-arrière-petite fille du roi Mongkut.
Son père, MR Yongsawasdi (M. R. Yongsawat Kridakorn / หม่อมราชวงศ์ยงสวาสดิ์ กฤดากร), était un des dirigeants du Crown Property Bureau (qui administre et gère les biens de la couronne).
Sa mère, Thanpuying Viyada (Wiyada Kridakorn Na Ayudhya / วิยะฎา กฤดากร ณ อยุธยา), était une demoiselle d'honneur de la reine Sirikit Kitiyakara.
Comme sa mère, Piyapas Bhirombhakdi (ม.ล. ปิยาภัสร์ ภิรมย์ภักดี) est une très proche de la reine Sirikit Kitiyakara.
Elle est mariée à Chutinant Bhirombhakdi (né en 1957) (จุตินันท์ ภิรมย์ภักดี).
Son mari Chutinant est un des héritiers de la fortune de la Brasserie Boon rawd et le vice-président exécutif de la Singha Corporation, qui produit les bières Singha et Leo.
Ils ont trois enfants, deux filles et un fils : Chitpas Kridakorn (จิตภัสร์ กฤดากร) ; Nantaya Bhirombhakdi (นันทญา ภิรมย์ภักดี); Naiyanobh Bhirombhakdi (ณัยณพ ภิรมย์ภักดี).
Sa fille Chitpas Kridakorn est une femme politique célèbre surnommée la reine de la bière : elle est membre du Parti Démocrate Thaï et elle vient d'être élue en mai 2019 à la Chambre des Représentants.
Piyapas Bhirombhakdi a un seul film à son actif.
Elle est l'actrice principale, elle joue le rôle de la reine Suriyothai, dans le film La légende de Suriyothai, le film au plus gros budget de l'histoire du cinéma thaïlandais (si l'on excepte les 6 films constituant l'épopée King Naresuan).
La légende de Suriyothai est un film réalisé par le prince Chatrichalerm Yukol (avec la participation de Francis Ford Coppola) suggéré et très fortement soutenu par la reine Sirikit Kitiyakara,: en plus d'un financement d'une large part du budget du film, la reine autorisa l'accès aux palais et sites historiques royaux pour le tournage du film (une première) et elle réquisitionna une armée de trois mille soldats-figurants et 160 éléphants pour les scènes de batailles.

## Filmographie
- 2001 : La légende de Suriyothai : la reine Suriyothai[21]

## Controverse
En août 2001, Piyapas Bhirombadki révèle dans le Bangkok Post que la reine Sirikit Kitiyakara a souhaité qu'elle incarne à l'écran la Reine Suriyothai.
Le journaliste David Chute du Los Angeles Times estime en juin 2003 que Piyapas Birombhakdi n'est pas une actrice, mais seulement une demoiselle de compagnie de la reine Sirikit qui a été choisie pour ce rôle par la reine.